# Servus

Servus (în germană Servus, în cehă servus, în maghiară szervusz, în croată serbus sau servus, în poloneză serwus) este o formă de salut folosită în mod familiar în Europa Centrală și de Est.

## Etimologie și expresii înrudite
Cuvântul provine din latinescul servus, care  înseamnă „servitor”. Este o elipsă a expresiei latinești ego sum servus tuus (în traducere ad litteram „eu sunt servitorul tău”).
De la cuvântul latinesc înrudit sclavus (în traducere tot „slujitor”, „servitor”) este derivat și salutul italian ciao (din schiavo).
O origine similară are și apelativul suedez tjena (cu sensul de „hei!”, „măi!”), derivat de la tjänare (în traducere de asemenea „servitor”).

## Uz
Formula de salut „servus” e întrebuințată ca formulă de salut, de despărțire (sau amândouă) și se regăsește în diverse forme și în alte limbi europene, printre altele în: cehă, croată, germană, maghiară, poloneză, slovacă, slovenă, ucrainieană. Deși la origine este vorba de o formulă de salut politicoasă, astăzi „servus” se folosește mai degrabă ca salut informal.
Pe teritoriul României, expresia este folosită de o mare parte de vorbitorii de limbă română stabiliți în sau originari din Transilvania și Banat („serbus”), dar se întâlnește și în limba maghiară ca „Szervusz!” (când se adresează unuia singur) sau „Szervusztok!” (când se adresează mai multora). 
În Europa, expresia și derivatele ei sunt întrebuințate în mod curent pe o arie care corespunde aproximativ fostului Imperiu austro-ungar, fiind prin urmare foarte răspândită în Austria, Ungaria și Slovacia. Se întâlnește pe alocuri și în Germania (în Bavaria, Baden-Württemberg, Palatinat și în Hessa), în nordul Croației, Polonia, estul Sloveniei (Stiria slovenă) și în vestul Ucrainei. În Republica Cehă, expresia este mai degrabă considerată arhaică și nu este în uz curent.